# Kei Marumo
Pour les articles homonymes, voir Marumo.
Kei Marumo (丸茂 圭衣, Marumo Kei) est une nageuse synchronisée japonaise née le 6 mars 1992 dans la préfecture d'Osaka. Elle remporte la médaille de bronze du ballet aux Jeux olympiques d'été de 2016 à Rio de Janeiro.